# Anželika Sidorova
Anželika Aleksandrovna Sidorova (rusko Анжелика Александровна Сидорова), ruska atletinja, * 12. januar 1991, Moskva, Sovjetska zveza.
Nastopila je na Poletnih olimpijskih igrah 2020 v Tokiu in osvojila srebrno medaljo v skoku ob palici. Na svetovnih prvenstvih je osvojil naslov prvakinje leta 2019, na svetovnih dvoranskih prvenstvih srebrni medalji v letih 2014 in 2018, na evropskih prvenstvih naslov prvakinje leta 2014, na evropskih dvoranskih prvenstvih pa dve zlati in bronasto medaljo.